# Jan Morávek (Fußballspieler)
Jan Morávek (* 1. November 1989 in Prag) ist ein momentan vereinsloser tschechischer Fußballspieler.

## Vereinskarriere
Jan Morávek begann mit dem Fußballspielen bei Bohemians 1905 Prag. Noch als A-Jugendlicher debütierte er am 11. Juni 2007 in der Profimannschaft. Im Zweitligaspiel gegen den 1. HFK Olmütz erzielte der Mittelfeldspieler ein Tor selbst und bereitete zwei weitere Treffer vor. Im November 2007 wurde Morávek in den Profikader übernommen und gehörte von diesem Zeitpunkt an zum Stammaufgebot der Prager.
In seiner ersten Profisaison wurde Morávek 15 Mal in der Gambrinus Liga eingesetzt, dabei gelangen ihm drei Tore. Seinen ersten Treffer erzielte er am 24. Februar 2008 im Spiel gegen Viktoria Pilsen, danach traf er in zwei Spielen hintereinander.
Morávek galt in jungen Jahren als eines der größten tschechischen Fußballtalente.
Bei der Wahl zum Talent des Jahres 2007 belegte der Mittelfeldspieler den sechsten Rang. Auf dem 6. Česká spořitelna Galavečeru neprofesionálního fotbalu belegte Morávek in der Kategorie Bester tschechischer Nachwuchsspieler 2007 den vierten Platz. Die Sportzeitschrift Hattrick wählte Morávek in der Ausgabe Mai 2008 zu dem zum damaligen Zeitpunkt größten tschechischen Fußballtalent.
Im Februar 2008 verlängerte er seinen Vertrag bei Bohemians 1905 bis zum 30. Juni 2011. Ein Jahr später, im Januar 2009, wurde der talentierte Mittelfeldspieler zum Probetraining beim FC Schalke 04 eingeladen und absolvierte einige Vorbereitungsspiele für die Königsblauen. Am 16. Juni 2009 wurde er offiziell als Neuzugang der Knappen vorgestellt. Er unterschrieb einen Vertrag bis zum 30. Juni 2013.
Seinen ersten Bundesligatreffer erzielte er am 21. November 2009 beim 2:0-Sieg gegen Hannover 96.
In der Saison 2010/11 wurde Morávek an den 1. FC Kaiserslautern ausgeliehen, wo er am 21. August 2010 im Spiel gegen den 1. FC Köln sein Debüt gab, als er von Trainer Marco Kurz in die Startelf gestellt und in der 78. Minute aus taktischen Gründen für Adam Nemec ausgewechselt wurde. Bei der 1:2-Niederlage gegen den SC Freiburg am 23. Oktober 2010 erzielte er sein erstes Tor für den FCK. Insgesamt bestritt Morávek 29 Spiele für die Pfälzer, in denen er fünf Treffer erzielte. Da sein Kontrakt beim FCK aber keine Kaufoption beinhaltete, hatte der Verein keine Möglichkeit, mit ihm zu verlängern.
Zur Saison 2011/12 kehrte er zu S04 zurück, kam – auch wegen Verletzungsproblemen – in der Liga nur auf sechs Einsätze, keinen davon über die volle Zeit.
Am 2. Januar 2012 gab der FC Schalke bekannt, dass Morávek bis Saisonende an den FC Augsburg ausgeliehen werde. Verletzungsbedingt kam er in der Rückrunde nur auf drei Ligaeinsätze; dennoch wurde er zur neuen Spielzeit fest verpflichtet. Er erhielt beim FCA unabhängig von der Spielklassenzugehörigkeit einen Zwei-Jahres-Vertrag bis zum 30. Juni 2014, der danach mehrfach verlängert wurde und im Jahr 2022 auslief. Hiernach kehrte er zu Bohemians 1905 Prag zurück. Dort war er ein Jahr aktiv und ist nun seit dem Sommer 2023 vereinslos.

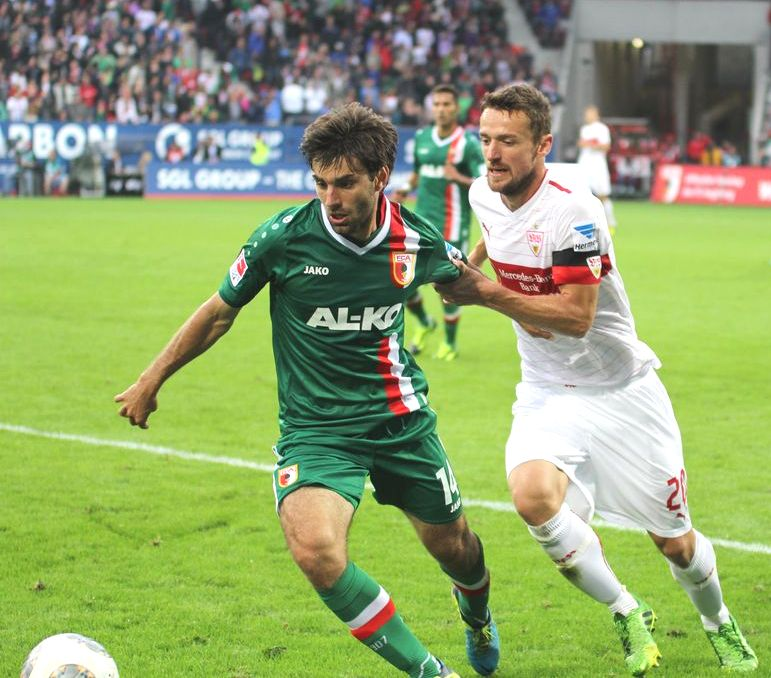
Jan Moravek (links im Bild) beim Spiel FC Augsburg gegen VfB Stuttgart am 25. August 2013.

## Nationalmannschaft
Von der U-18 bis zur U-21 spielte Jan Morávek in den tschechischen Juniorenauswahlteams. Mit der U-20-Mannschaft nahm er an der Juniorenweltmeisterschaft 2009 teil und erreichte dort das Achtelfinale. Sein erstes Spiel für die A-Nationalmannschaft bestritt er am 3. März 2010 im Alter von 20 Jahren im Rahmen eines Freundschaftsspiels gegen Schottland.

## Erfolge
- DFL-Supercupsieger 2011 mit dem FC Schalke 04